# Station Piaseczno Zalesinek
Station Piaseczno Zalesie is een spoorwegstation in de Poolse plaats Piaseczno.